# اوبرشوناو
اوبرشوناو (به آلمانی: Oberschönau) یک شهر در آلمان است که در اشمالکالدن-ماینینگن واقع شده‌است. اوبرشوناو ۹۳۵ نفر جمعیت دارد.

## خواهرخوانده
شهر هوتنبرگ خواهرخواندهٔ اوبرشوناو هست.